# Chromis (Mysier)
Chromis (altgriechisch Χρόμις Chrómis) ist eine Gestalt der griechischen Mythologie.
Im Kampf um Troja kamen er und Ennomos den Belagerten mit einer Schar Mysier zu Hilfe. Später bezwang ihn Achilleus im Fußkampf.
Chromis dürfte identisch mit einem Chromios genannten Sohn des Arsinoos sein.